# جورج جونز (ضابط)
جورج جونز (بالإنجليزية: George Jones) (و. 1895 – 1946 م) هو ضابط بحري، من كندا، ولد في هاليفاكس، ويحمل رتبة عسكرية لواء بحري، توفي في أوتوا، عن عمر يناهز 51 عاماً.

## مناصب
تولى منصب Commander of the Royal Canadian Navy ‏ (1944–1946).

## الخدمة العسكرية
خدم في البحرية الملكية الكندية (1911–1946).

## القيادات
تولى قيادة:
- البحرية الملكية الكندية (1944–1946)
- Western Local Escort Force (منذ 1940)
- HMCS Skeena (1932–1934).

## جوائز
حصل على جوائز منها:
- رفيقة اوردر اوف باث.